# 11月16日 (旧暦)
旧暦11月16日は旧暦11月の16日目である。六曜は友引である。

## できごと
- 承応2年（グレゴリオ暦1654年1月4日） - 玉川上水の掘鑿が完工。翌年6月に完成
- 延享4年（グレゴリオ暦1747年12月17日） - 大坂・竹本座で二世竹田出雲・三好松洛・並木千柳の合作による人形浄瑠璃『義経千本桜』が初演
- 安永元年/明和9年（グレゴリオ暦1772年12月10日） - 東海・関東・奥羽の大風水害などの凶兆のため明和より安永に改元

## 誕生日
- 寛永14年（グレゴリオ暦1638年1月1日） - 後西天皇、111代天皇（+ 1685年）
- 貞享4年（グレゴリオ暦1687年12月20日） - 秋月種弘、第5代高鍋藩主（+ 1753年）
- 安政元年（グレゴリオ暦1855年1月4日） - 岡部長職、第13代岸和田藩主・外交官・政治家（+ 1925年）
- 明治元年（グレゴリオ暦1868年12月29日） - 北村透谷、詩人・戯曲家（+ 1894年）

## 忌日
- 永正5年（ユリウス暦1508年12月8日） - 斯波義敏、管領（* 1435年）
- 延宝4年（グレゴリオ暦1676年12月20日） - 藤堂高次、津藩主（* 1602年）
- 安永9年（グレゴリオ暦1780年12月11日） - 三浦樗良、俳人（* 1729年）
- 安政5年（グレゴリオ暦1858年12月20日） - 月照、僧（* 1813年）